# Локровец
Локровец (словен. Lokrovec) је насељено место у општини Цеље, Савињска регија, Словенија.

## Историја
До територијалне реорганизације у Словенији био је у саставу старе општине Цеље.

## Становништво
У попису становништва из 2011. године, Локровец је имао 309 становника.
| Број становника према пописима | Број становника према пописима | Број становника према пописима |
| ------------------------------ | ------------------------------ | ------------------------------ |
| 1991                           | 2002                           | 2011                           |
| 260                            | 279                            | 309                            |

Напомена: Године 1986. умањено за делове насеља који су припојени насељима Цеље и Доброва.